# 創価大学の人物一覧
創価大学の人物一覧（そうかだいがくのじんぶついちらん）は、創価大学に関係する人物の一覧記事。

## 創立者
- 池田大作 - 宗教者、作家。創価学会会長（第3代）、創価学会名誉会長、創価学会インタナショナル会長。創価大学名誉教授[要出典]など。

## 役員
- 原田稔 - 創価大学最高顧問。創価学会会長。
- 池田博正 - 創価大学最高顧問。創価学会主任副会長。
- 長谷川重夫 - 創価大学常任顧問。創価学会理事長。
- 谷川佳樹 - 創価大学常任顧問。創価学会主任副会長。学校法人創価学園評議員。
- 池田尊弘 - 創価大学創友会運営委員。創価学会副会長。副総東京長。副関西長。学校法人創価学園主事。
- 小山内優 - 創価大学法人参与。創価大学元副学長、名誉教授。国際教養大学元副学長。

## 教員

### 教授（在任中）
- 菅野博史 - 仏教学者、大学院文学研究科教授
- 坂井孝一 - 歴史学者、文学部教授
- 山岡政紀 - 言語学者、文学部教授
- 山田竜作 - 政治学者、国際教養学部教授
- 土井美徳 - 政治学者、法学部教授
- 倉橋耕平 - 社会学者、文学部准教授
- 蔵田伸雄 - 倫理学者、大学院文学研究科教授
- 伊藤貴雄 - 哲学者、文学部教授
- 久保川達也 - 数理統計学者、大学院経済学研究科教授

### クラブ指導者
- 榎木和貴 - 陸上競技指導者、駅伝部監督
- 川嶋伸次 - 陸上競技指導者、駅伝部総監督
- 久保田満 - 陸上競技指導者、駅伝部ヘッドコーチ
- 佐藤康弘 - 野球指導者、硬式野球部監督
- 高口隆行 - 野球指導者、硬式野球部コーチ
- 伊藤康英 - 作曲家、パイオニア吹奏楽団ミュージック・アドバイザー

### 名誉教授・元教員
- 高松和男 - 経営学者、創価大学初代学長
- 印南博吉 - 保険学者、名誉教授、全国生活協同組合連合会初代理事長
- 梅村又次 - 経済学者、経済学部教授
- 岡野行秀 - 経済学者、名誉教授、経済学部教授
- 福岡正夫 - 経済学者、経済学部教授
- 大熊信行 - 経済学者・歌人、経済学部教授
- 中村忠 - 会計学者、経営学部教授
- 木下広居 - 政治学者・政治評論家、法学部教授
- 山本登 - 経済学者、経済学部教授
- 小室金之助 - 法学者、弁護士、名誉教授、法学部教授、元創価大学学長
- 斎藤正二 - 教育学者、教育学部教授
- 熊谷一乗 - 教育学者、教育学部教授
- 板坂元 - 評論家、客員教授・元創価女子短期大学副学長
- 渡辺藤一 - 英語教育学者、文学部教授、元創価大学副学長
- 山本拓 - 経済学者、経済学部助教授
- 佐藤純一 - ロシア語学者、文学部教授
- 斉藤節 - 元衆議院議員・化学者、工学部教授、比較文化研究所教授
- 新井直之 - ジャーナリスト、文学部教授
- 三浦新市 - 英文学者、文学部教授
- 樺俊雄 - 哲学者・社会学者、文学部教授
- 新明正道 - 社会学者、文学部教授
- 阿閉吉男 - 社会学者、文学部教授
- 今川瑛一 - 経済学者、政治学者、経済学部教授
- 鈴木二郎 - 社会人類学者、特任教授
- 野間繁 - 民事訴訟法学者、法学部教授
- 廣中俊雄 - 民法学者、法学部教授
- 芳賀檀 - ドイツ文学者、文学部教授
- 加藤九祚 - 人類学者、文学部教授
- 竹田旦 - 民俗学者、文学部教授
- 大出晁 - 哲学者、文学部教授
- 池田温 - 東洋史学者、文学部教授
- 野本和幸 - 哲学者、文学部教授
- 大久保典夫 - 文芸評論家、日本近代文学研究者、文学部教授
- 藤沼貴 - ロシア文学者、文学部教授
- 川崎一夫 - 名誉教授、元副学長補、元大学院法学研究科長、法学部教授、弁護士
- 梶山雄一 - 仏教学者、国際仏教学高等研究所教授
- 川村深雪 - ピアニスト、教育学部教授
- 石神豊 - 哲学者、文学部教授、元文学部長、元文学研究科長
- 小倉裕児 - 歴史学者、学士課程教育機構教授
- 犬塚正智 - 経営学者、経営学部教授
- 中野毅 - 宗教社会学者、文学部教授
- 林俊雄 - 考古学者、文学部教授
- 坂本辰朗 - 教育学者、教育学部教授、元教育学部長
- 鈎治雄 - 心理学者、教育学部教授
- 羽矢辰夫 - 仏教学者、大学院文学研究科教授
- 季武嘉也 - 歴史学者、文学部教授
- 福谷茂 - 哲学者、大学院文学研究科教授
- 信原幸弘 - 哲学者、文学部助教授、東京大学名誉教授
- 桑山敬己 - 文化人類学者、文学部教授、関西学院大学大学院教授
- 伊藤高史 - 社会学者、文学部教授、現同志社大学教授

## 著名なOB・OG

### 政界

#### 国会議員

##### 公明党
- 中川宏昌（衆議院議員、元長野県議会議員）
- 中川康洋（衆議院議員、元三重県議会議員）
- 福重隆浩（衆議院議員、元群馬県議会議員）
- 佐藤英道（衆議院議員、農林水産大臣政務官、元北海道議会議員）
- 岡本三成（衆議院議員、元外務大臣政務官、党国際局長、元ゴールドマン・サックス証券執行役員）
- 山口良治（衆議院議員、党青年局次長）
- 大森江里子（衆議院議員）
- 竹谷とし子（参議院議員、元財務大臣政務官、公認会計士）
- 石川博崇（参議院議員、元防衛大臣政務官、元内閣府大臣政務官、党参議院国会対策委員長、元外交官）
- 杉久武（参議院議員、元財務大臣政務官、公認会計士）
- 佐々木雅文（参議院議員）

#### 元国会議員

##### 公明党
- 木庭健太郎（元参議院議員、元党参院幹事長）
- 角田秀穂（元衆議院議員、元船橋市議会議員）
- 樋口尚也（元衆議院議員、元党青年委員会副委員長、元党遊説局次長）
- 倉田栄喜（元衆議院議員、弁護士）
- 高木美智代（元衆議院議員、元経済産業大臣政務官）
- 北側一雄（前衆議院議員、前党幹事長、元国土交通大臣、弁護士、税理士）
- 大口善徳（前衆議院議員、弁護士）
- 石田祝稔（前衆議院議員、党政務調査会長）
- 太田昌孝（前衆議院議員、元長野県議会議員）
- 桝屋敬悟（前衆議院議員、元厚生労働副大臣）
- 高木陽介（前衆議院議員、元経済産業副大臣兼内閣府副大臣、党国会対策委員長）
- 國重徹（前衆議院議員、党国会対策副委員長、党青年副委員長）
- 荒木清寛（前参議院議員、弁護士）
- 遠山清彦（前衆議院議員、元財務副大臣、元外務大臣政務官、元参議院法務委員長、平和学博士）
- 高瀬弘美（前参議院議員、元外交官）
- 佐々木さやか（参議院議員、文部科学大臣政務官、弁護士）
- 安江伸夫（参議院議員、弁護士）

##### 生活の党
- 東祥三（元衆議院議員、元内閣府副大臣）

#### 地方議会議員
- 小磯善彦（東京都議会議員）
- 谷口和史（神奈川県議会議員、元衆議院議員、元総務大臣政務官）

#### 行政
- 浅子清（元駐バーレーン特命全権大使、中東調査会副理事長）
- 大部一秋（元駐ウルグアイ特命全権大使、元サンパウロ総領事）
- 木宮憲市（元駐ソロモン諸島特命全権大使）
- 田中福一郎（元駐ウィーン国連宇宙法部会日本政府代表、元駐フィンランド公使、創価大学院客員教授）
- 堀江良一（駐ケニア特命全権大使、元駐ミクロネシア特命全権大使、元駐スーダン特命全権大使）
- 山口寿男（元駐ノルウェー特命全権大使、イラク戦争中の元駐イラク特命全権大使、経済学部中退）
- 山本栄二（駐ブルネイ特命全権大使、元北極担当大使、元駐東ティモール特命全権大使）
- 信田昌男（元津地方検察庁検事正、元最高検察庁検事）
- 土渕裕（元東京都交通局長、元東京都会計管理局長、元公営交通事業協会会長）
- 宮地佐都季 (元和歌山地方検察庁検事正、最高検察庁検事)

### 財界
- 星野康二（スタジオジブリ代表取締役社長、元ウォルト・ディズニー・カンパニージャパン代表取締役社長）
- 古賀和則（株式会社バスクリン代表取締役社長兼CEO）
- 鈴木洋史（SAPジャパン代表取締役社長）

### 研究・教育
- 大坪滋（名古屋大学教授、元インドネシア国家開発計画庁アドバイザー、経済学者）
- 山本幸一（大阪国際大学専任講師、教育者）
- 松岡幹夫（東日本国際大学教授、仏教思想家）
- 加渡いづみ（四国大学短期大学部教授、経営学者）

### 芸能
- ダイスケはん（マキシマム ザ ホルモン）
- 日華（ヒップホップMC）
- 山下隆章（蓮華）
- ちゃんだい（蓮華）
- やついいちろう（エレキコミック）
- 今立進（エレキコミック）
- 南野やじ（漫談家）
- 鮫島幸恵 - 吉本新喜劇
- おさる（お笑いタレント）
- コアラ（お笑いタレント、中退）
- 古賀いずみ（歌手）
- 本名陽子（声優、女優）
- ホーキング青山（お笑いタレント・作家）
- 長井秀和（お笑いタレント）
- 石橋哲也（カオポイント）
- 塙宣之（ナイツ）
- 土屋伸之（ナイツ）
- 岸学（どきどきキャンプ）
- 大河内浩（俳優）
- 勝乗恵美（女優）
- 田中美奈子（女優、歌手、タレント、モデル）
- 峯 シンジ（ニッキューナナ）
- こっちゃん選手（ニッキューナナ）
- 戸田牧 (女優)

### スポーツ
- 佐藤康弘（創価大学野球部監督、バルセロナオリンピック野球日本代表）
- 堀内尊法（創価高校野球部監督、元創価大学野球部監督）
- 立石敬之（元サッカー選手）
- 武藤孝司（元プロ野球選手）
- 阿久根鋼吉（元プロ野球選手）
- 中村隼人（元プロ野球選手）
- 國重隆（プロボクシング選手）
- 小谷野栄一（オリックス・バファローズコーチ）
- 野間口貴彦（中退、元プロ野球選手）
- 八木智哉（元プロ野球選手）
- 梅田浩（元プロ野球選手）
- 高口隆行（創価大学野球部コーチ、元プロ野球選手・コーチ）
- 髙田周平（元プロ野球選手）
- トクサン（野球YouTuber）
- 大塚豊（元プロ野球選手）
- 田上健一（元プロ野球選手）
- 小川泰弘（プロ野球選手）
- 倉本寿彦（元プロ野球選手）
- 石川柊太（プロ野球選手）
- 寺嶋寛大（元プロ野球選手）
- 田中正義（プロ野球選手）
- 池田隆英（プロ野球選手）
- 杉山晃基（元プロ野球選手）
- 望月大希（元プロ野球選手）
- 海老原一佳（元プロ野球選手)
- 門脇誠（プロ野球選手）
- 上村知輝（プロ野球選手）
- 佐藤明義（独立リーグ野球監督）
- 藤本聰（柔道家、パラリンピック日本代表）
- 嶋津雄大（駅伝部OB、陸上長距離選手）
- 葛西潤（駅伝部OB、陸上長距離選手）
- 吉田響（駅伝部OB、陸上長距離選手）

### マスコミ
- 秋山謙一郎（経済ジャーナリスト）
- 乙骨正生（ジャーナリスト）
- 坂本信博（西日本新聞記者）
- 松本慶子（NHKラジオセンターキャスター）
- 朝妻久実（フリーアナウンサー、「全日本女子チア部☆」代表）

### 創価学会関係
- 正木正明（創価大学創友会総合委員長、創価学会前理事長、創価学会インタナショナル(SGI)副会長、同常任理事）